# Xuân nhật hữu cảm

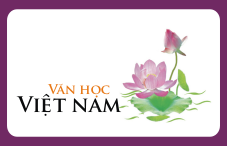
Văn học Việt Nam

Xuân nhật hữu cảm I, II (春日有感) là hai bài thơ của Trần Quang Khải, được viết vào thời nhà Trần. Hiện còn hai bản lưu truyền của Ngô Tất Tố. Bài thứ nhất đại ý nói mùa xuân, một người đóng chặt cửa, ngồi nhìn mưa bụi bay trên hoa mai, nghĩ đến ba phần ngày xuân đà bỏ phí hết hai, nay năm mươi biết sức đã suy, nhưng hào khí ngày nào vẫn còn, dùng vào chi hơn là đè ngọn gió Đông mà làm một bài thơ. Bài thứ hai nói cảnh đêm xuân gần tàn, dưới bóng trăng mờ thấy hơi lành lạnh ngọn gió đưa đến, sáng ra mấy chùm bông liễu trên không bay lạc vào gác, vài cành trúc đập vào hiên như muốn quấy rầy giấc ngủ, xa xa hình như đang mưa, trong gió đưa lại hơi mát làm mọi sự tươi tỉnh. Người sực nhớ giật mình, thấy mình không còn xuân trẻ, nay chỉ có ba chén rượu giải sầu, nhưng khi say cầm vỗ lại thanh gươm thời trẻ, thấy nhớ ngọn núi xưa nơi đã tung hoành một thời.

## Nguyên bản Hán văn và phiên âm, bài I
| 雨白肥梅細若絲 閉門兀兀坐書癡。 二分春色閒蹉過。 五十衰翁已自知。 故國心還，飛鳥倦， 恩波海濶，縱鱗遲。 生平膽氣輪囷在。 解倒東風賦一詩。 | Vũ bạch phì mai tế nhược ty, Bế môn ngột ngột tọa thư si. Nhị phần xuân sắc nhàn sai quá, Ngũ thập suy ông dĩ tự tri. Cố quốc tâm hoàn phi điểu quyện, Ân ba hải khoát túng lân trì. Sinh bình đởm khí luân huân tại, Giải đảo đông phong phú nhất thi. |

## Nguyên bản Hán văn và phiên âm, bài II
| 月色微微夜向闌， 東風特地起春寒。 翻空柳絮黏高閣， 攪夢湘筠撲畫欄。 被物潤從天外雨， 驚心紅褪昔時顏。 袪愁賴有三杯酒， 撫劍悠悠憶故山。 | Nguyệt sắc vi vi dạ hướng lan, Đông phong đặc địa khởi xuân hàn. Phiên không liễu nhứ niêm cao các, Giác mộng Tương quân bốc họa lan. Bị vật nhuận tòng thiên ngoại vũ, Kinh tâm hồng thoái tích thì nhan. Khử sầu lại hữu tam bôi tửu, Phủ kiếm du du ức cố san |